# Воля (Арбузинский район)
Воля (укр. Воля) — село в Арбузинском районе Николаевской области Украины.
Основано в 1933 году. Население по переписи 2001 года составляло 135 человек. Почтовый индекс — 55351. Телефонный код — 5132.

## Местный совет
55350, Николаевская обл., Арбузинский р-н, с. Новосёловка, ул. Центральная, 35